# Tensordichte
In der Physik wurde der Begriff der Tensordichte von Hermann Weyl eingeführt, um den „Unterschied zwischen Quantität und Intensität, soweit er physikalische Bedeutung hat“, zu erfassen: „die Tensoren sind die Intensitäts-, die Tensordichten die Quantitätsgrößen“. Nach Weyl ordnet eine Tensordichte einem Koordinatensystem ein Tensorfeld derart zu, dass es bei einem Koordinatenwechsel mit dem Absolutbetrag der Funktionaldeterminante multipliziert wird. Eine Tensordichte der Stufe null ist demnach eine skalare Dichte, deren Integral gemäß dem Transformationssatz eine Invariante liefert.
Allgemeiner definiert man eine gewichtete Tensordichte, indem man mit einer Potenz des Betrages der Funktionaldeterminante multipliziert. Das Gewicht ist der Exponent in dieser Potenz. (Dagegen verwendet Weyl den Begriff Tensor(dichte) mit Gewicht in einer anderen Bedeutung: Das Gewicht ist der Exponent in der Potenz des Eichverhältnisses, mit der bei einer Reskalierung der Metrik multipliziert wird.). Eine abweichende Definition verwendet die Funktionaldeterminante anstelle ihres Betrages. Für gerades Gewicht stimmen beide Definitionen überein. Für ungerades Gewicht werden die Begriffe Tensordichte und Pseudotensordichte vertauscht, denn Pseudotensoren bzw. Pseudotensordichten werden mit dem Signum der Funktionaldeterminante multipliziert. Im Folgenden wird die erste Definition verwendet. (Eine weitere Variante unterscheidet sich im Vorzeichen des Gewichts.)

## Definition
Eine Tensordichte vom Gewicht {\displaystyle G} ordnet Koordinaten {\displaystyle x} einen Tensor {\displaystyle {\mathfrak {T}}(x)} zu, wobei unter einem Koordinatenwechsel {\displaystyle x\mapsto x'} die Beziehung
{\displaystyle {\mathfrak {T}}(x')=\left|\det {\frac {\partial x}{\partial x'}}\right|^{G}{\mathfrak {T}}(x)}
gilt. Die Tensorkomponenten bezüglich der Koordinaten {\displaystyle x} seien {\displaystyle {\mathfrak {T}}_{\mu _{1}\cdots \mu _{m}}^{\nu _{1}\cdots \nu _{n}}}. Dann gilt beim Koordinatenwechsel das folgende Transformationsgesetz:
{\displaystyle {\mathfrak {T}}{'}_{\rho _{1}\cdots \rho _{m}}^{\sigma _{1}\cdots \sigma _{n}}=\left|\det {\frac {\partial x}{\partial x'}}\right|^{G}{\frac {\partial x^{\mu _{1}}}{\partial x'^{\rho _{1}}}}\cdots {\frac {\partial x^{\mu _{m}}}{\partial x'^{\rho _{m}}}}{\frac {\partial x'^{\sigma _{1}}}{\partial x^{\nu _{1}}}}\cdots {\frac {\partial x'^{\sigma _{n}}}{\partial x^{\nu _{n}}}}{\mathfrak {T}}_{\mu _{1}\cdots \mu _{m}}^{\nu _{1}\cdots \nu _{n}}}

## Beispiele
Eine Tensordichte mit Gewicht Null ist ein gewöhnliches Tensorfeld.
Es sei {\displaystyle g=|\det {(g_{\mu \nu })}|} der Betrag der Determinante der Komponentenmatrix des metrischen Tensors (oder allgemeiner eines zweifach kovarianten Tensors). Dann ist {\displaystyle g} wegen des Produktsatzes für Determinanten eine skalare Dichte vom Gewicht 2 und {\displaystyle {\sqrt {g}}} eine skalare Dichte vom Gewicht 1. Ist {\displaystyle T} ein Tensor, dann ist {\displaystyle {\mathfrak {T}}={\sqrt {g}}^{G}T} eine Tensordichte vom Gewicht {\displaystyle G}. Umgekehrt lässt sich eine beliebige Tensordichte vom Gewicht {\displaystyle G} als ein solches Produkt schreiben, indem man {\displaystyle T={\sqrt {g}}^{(-G)}{\mathfrak {T}}} setzt.
Ein Beispiel für eine Pseudotensordichte vom Gewicht −1 ist der Levi-Civita-Tensor.